# Einwohnerentwicklung von Saarbrücken
Dieser Artikel gibt die Einwohnerentwicklung von Saarbrücken tabellarisch und graphisch wieder.

## Einwohnerentwicklung

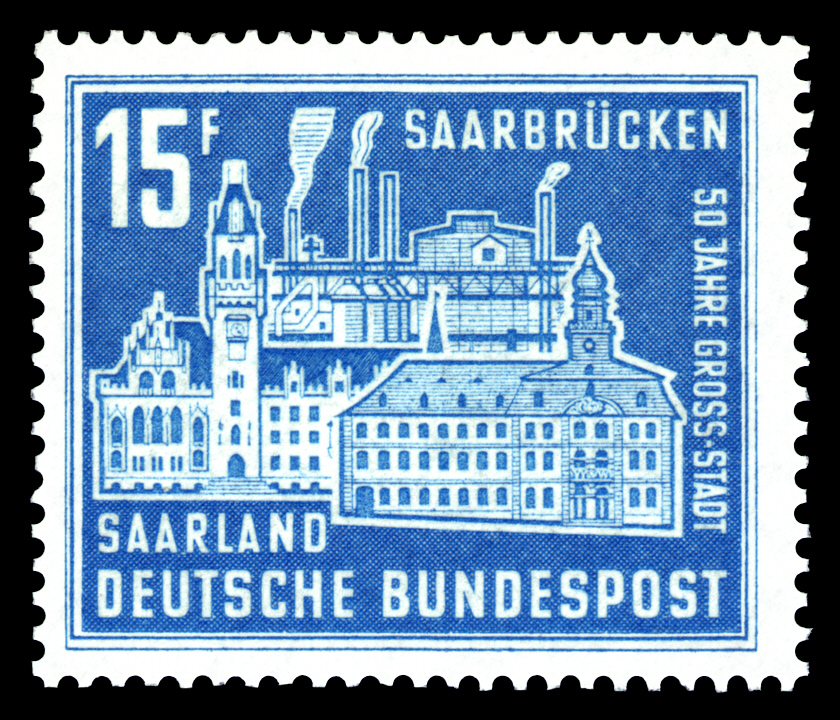
15 F-Sondermarke der Deutschen Bundespost Saarland (1959) zu 50 Jahre Großstadt Saarbrücken

Im Mittelalter und der frühen Neuzeit lebten in Saarbrücken nur wenige hundert Menschen. Die Bevölkerungszahl wuchs sehr langsam und ging wegen der zahlreichen Kriege, Seuchen und Hungersnöte immer wieder zurück. So sank die Bevölkerung auf Grund der Verheerungen im Dreißigjährigen Krieg von 2.732 im Jahre 1628 auf nur noch 70 im Jahre 1637. Erst mit dem Beginn der Industrialisierung im 19. Jahrhundert beschleunigte sich das Bevölkerungswachstum. Hatte die Stadt 1802 erst 3.110 Einwohner, so waren es 1900 bereits über 23.000.
Nach der Vereinigung der Städte Malstatt-Burbach (38.554 Einwohner 1905), Saarbrücken (26.944 Einwohner 1905) und Sankt Johann (24.140 Einwohner 1905) überschritt die Einwohnerzahl der Stadt am 1. April 1909 die Grenze von 100.000, wodurch sie zur Großstadt wurde. Bei der Zählung vom 17. Mai 1939 lebten in Saarbrücken 133.345 Menschen.
Im Zweiten Weltkrieg wurde die Stadt durch zahlreiche alliierte Luftangriffe stark zerstört, insgesamt 1.234 Menschen starben. Beim schwersten Angriff am 5. Oktober 1944 warf ein Verband von 325 „Lancaster“-Bombern in drei Wellen rund 2.500 Sprengbomben und über 350.000 Stabbrandbomben auf Alt-Saarbrücken, Malstatt und einen Teil von Burbach. Beim anschließenden Feuersturm starben 361 Menschen, 45.000 wurden obdachlos. Am 6. Dezember 1944 wurde die Stadt, die zu diesem Zeitpunkt noch 6.000 Einwohner hatte, evakuiert. Als am 21. März 1945 US-amerikanische Truppen Saarbrücken einnahmen, war die Stadt fast menschenleer. Erst 1964 wurde der Vorkriegsstand wieder erreicht.
Die Eingemeindung der Stadt Dudweiler (28.933 Einwohner 1972) und weiterer Gemeinden am 1. Januar 1974 brachte einen Zuwachs von 86.098 Personen auf den historischen Höchststand von 209.104 Einwohnern. Am 31. Dezember 2006 betrug die „Amtliche Einwohnerzahl“ für Saarbrücken nach Fortschreibung des Statistischen Amtes Saarland 177.870 (nur Hauptwohnsitze und nach Abgleich mit den anderen Landesämtern).
Die folgende Übersicht zeigt die Einwohnerzahlen nach dem jeweiligen Gebietsstand. Bis 1818 handelt es sich meistens um Schätzungen, danach um Volkszählungsergebnisse (¹) oder amtliche Fortschreibungen der Stadtverwaltung (bis 1970) und des Statistischen Landesamtes (ab 1971). Die Angaben beziehen sich ab 1871 auf die „Ortsanwesende Bevölkerung“, ab 1927 auf die Wohnbevölkerung und seit 1987 auf die „Bevölkerung am Ort der Hauptwohnung“. Vor 1871 wurde die Einwohnerzahl nach uneinheitlichen Erhebungsverfahren ermittelt.

### Von 1628 bis 1970
(jeweiliger Gebietsstand)
| Jahr/Datum         | Einwohner |
| ------------------ | --------- |
| 1628               | 2.732     |
| 1637               | 70        |
| 1769               | 2.847     |
| 1802               | 3.110     |
| 1818               | 2.700     |
| 3. Dezember 1840 ¹ | 4.702     |
| 1. Dezember 1871 ¹ | 7.680     |
| 1. Dezember 1875 ¹ | 9.000     |
| 1. Dezember 1880 ¹ | 9.500     |
| 1. Dezember 1885 ¹ | 10.453    |
| 1. Dezember 1890 ¹ | 13.812    |
| 2. Dezember 1895 ¹ | 17.082    |
| 1. Dezember 1900 ¹ | 23.237    |

| Datum               | Einwohner |
| ------------------- | --------- |
| 1. Dezember 1905 ¹  | 26.944    |
| 1. Dezember 1910 ¹  | 105.089   |
| 1. Dezember 1916 ¹  | 95.154    |
| 5. Dezember 1917 ¹  | 96.364    |
| 8. Oktober 1919 ¹   | 110.623   |
| 19. Juli 1927 ¹     | 125.020   |
| 25. Juni 1935 ¹     | 129.085   |
| 17. Mai 1939 ¹      | 133.345   |
| 6. Dezember 1944    | 6.000     |
| 29. Oktober 1946 ¹  | 89.709    |
| 14. November 1951 ¹ | 111.450   |
| 31. Dezember 1955   | 121.560   |
| 6. Juni 1961 ¹      | 130.705   |

| Datum             | Einwohner |
| ----------------- | --------- |
| 31. Dezember 1961 | 131.732   |
| 31. Dezember 1962 | 132.711   |
| 31. Dezember 1963 | 132.580   |
| 31. Dezember 1964 | 133.418   |
| 31. Dezember 1965 | 134.342   |
| 31. Dezember 1966 | 134.454   |
| 31. Dezember 1967 | 133.360   |
| 31. Dezember 1968 | 131.937   |
| 31. Dezember 1969 | 130.765   |
| 27. Mai 1970 ¹    | 127.989   |
| 31. Dezember 1970 | 128.251   |

¹ Volkszählungsergebnis
Quelle: Stadtverwaltung Saarbrücken

### Ab 1971
(jeweiliger Gebietsstand)
| Datum             | Einwohner |
| ----------------- | --------- |
| 31. Dezember 1971 | 127.526   |
| 31. Dezember 1972 | 125.900   |
| 31. Dezember 1973 | 123.006   |
| 31. Dezember 1974 | 205.987   |
| 31. Dezember 1975 | 205.366   |
| 31. Dezember 1976 | 203.429   |
| 31. Dezember 1977 | 198.885   |
| 31. Dezember 1978 | 196.260   |
| 31. Dezember 1979 | 194.452   |
| 31. Dezember 1980 | 193.554   |
| 31. Dezember 1981 | 192.948   |
| 31. Dezember 1982 | 190.853   |
| 31. Dezember 1983 | 190.150   |
| 31. Dezember 1984 | 188.763   |
| 31. Dezember 1985 | 186.229   |
| 31. Dezember 1986 | 184.353   |
| 25. Mai 1987 ¹    | 188.702   |

| Datum             | Einwohner |
| ----------------- | --------- |
| 31. Dezember 1987 | 188.488   |
| 31. Dezember 1988 | 188.467   |
| 31. Dezember 1989 | 190.466   |
| 31. Dezember 1990 | 191.694   |
| 31. Dezember 1991 | 192.030   |
| 31. Dezember 1992 | 192.322   |
| 31. Dezember 1993 | 190.902   |
| 31. Dezember 1994 | 189.012   |
| 31. Dezember 1995 | 187.032   |
| 31. Dezember 1996 | 187.599   |
| 31. Dezember 1997 | 186.402   |
| 31. Dezember 1998 | 184.850   |
| 31. Dezember 1999 | 183.836   |
| 31. Dezember 2000 | 183.257   |
| 31. Dezember 2001 | 182.858   |
| 31. Dezember 2002 | 182.505   |
| 31. Dezember 2003 | 181.860   |

| Datum             | Einwohner |
| ----------------- | --------- |
| 31. Dezember 2004 | 180.269   |
| 31. Dezember 2005 | 178.914   |
| 31. Dezember 2006 | 177.870   |
| 31. Dezember 2007 | 176.452   |
| 31. Dezember 2008 | 176.749   |
| 31. Dezember 2009 | 175.810   |
| 31. Dezember 2010 | 175.741   |
| 31. Dezember 2011 | 176.135   |
| 31. Dezember 2012 | 176.996   |
| 31. Dezember 2013 | 177.021   |
| 31. Dezember 2014 | 178.629   |
| 31. Dezember 2018 | 180.741   |
| 31. Dezember 2019 | 180.374   |
| 31. Dezember 2021 | 179.634   |
| 31. Dezember 2022 | 181.959   |

¹ Volkszählungsergebnis
Quelle: Statistisches Amt Saarland

## Bevölkerungsprognose

Prognose (rot) bis 2020 im Vergl. zu der realen Entwicklung von 1990 bis 2018 nach den nebenstehenden Daten

In ihrem 2006 publizierten „Wegweiser Demographischer Wandel 2020“, in dem die Bertelsmann Stiftung Daten zur Entwicklung der Einwohnerzahl von 2.959 Kommunen in Deutschland liefert, wird für Saarbrücken ein Rückgang der Bevölkerung zwischen 2003 und 2020 um 3,0 Prozent (5.437 Personen) vorausgesagt.
Absolute Bevölkerungsentwicklung 2003–2020 – Prognose für Saarbrücken (Hauptwohnsitze):
| Datum             | Einwohner |
| ----------------- | --------- |
| 31. Dezember 2003 | 181.860   |
| 31. Dezember 2005 | 181.417   |
| 31. Dezember 2010 | 180.201   |
| 31. Dezember 2015 | 178.676   |
| 31. Dezember 2020 | 176.423   |

Quelle: Bertelsmann Stiftung
Im März 2016 veröffentlichte die Deutsche Postbank AG eine unter Leitung von Michael Bräuninger, Professor an der Helmut-Schmidt-Universität, durchgeführte Studie unter dem Titel Wohnatlas 2016 – Leben in der Stadt, in der für 36 deutsche Großstädte auch eine Bevölkerungsprognose für das Jahr 2030 durchgeführt wird. Sie berücksichtigt auch explizit den Zuzug im Rahmen der Flüchtlingskrise in Deutschland ab 2015. Für Saarbrücken wird darin von 2015 bis 2030 trotz Flüchtlingszuzug ein Bevölkerungsrückgang von 4,47 % vorhergesagt.

## Bevölkerungsstruktur
| Bevölkerung                 | Stand 31. Dezember 2006 |
| --------------------------- | ----------------------- |
| Einwohner mit Hauptwohnsitz | 180.515                 |
| davon männlich              | 87.354                  |
| weiblich                    | 93.161                  |
| Deutsche                    | 156.525                 |
| davon männlich              | 75.118                  |
| weiblich                    | 81.407                  |
| Ausländer                   | 23.990                  |
| davon männlich              | 12.236                  |
| weiblich                    | 11.754                  |
| Ausländeranteil in Prozent  | 13,3                    |

Quelle: Melderegister der Stadt Saarbrücken

## Altersstruktur
Die folgende Übersicht zeigt die Altersstruktur vom 31. Dezember 2006 (Hauptwohnsitze).
| Alter von – bis | Einwohnerzahl | Anteil in Prozent |
| --------------- | ------------- | ----------------- |
| 0 – 5           | 8.279         | 4,6               |
| 6 – 9           | 5.894         | 3,3               |
| 10 – 14         | 7.777         | 4,3               |
| 15 – 17         | 5.227         | 2,9               |
| 18 – 24         | 15.882        | 8,8               |
| 25 – 44         | 51.645        | 28,6              |
| 45 – 59         | 39.409        | 21,8              |
| 60 – 64         | 9.071         | 5,0               |
| über 65         | 37.331        | 20,7              |
| Insgesamt       | 180.515       | 100,0             |

Quelle: Melderegister der Stadt Saarbrücken